# Niks Sliede
Niks Sliede (Liepaja, 8 marzo 2004) è un calciatore lettone, difensore del RFS Riga e della nazionale lettone.

## Caratteristiche tecniche
È un difensore centrale.

## Carriera

### Club
Ha iniziato a giocare a calcio nel settore giovanile del Liepāja, per poi passare al RFS Riga nel 2020. Ha debuttato in prima squadra il 30 settembre nell'incontro di Latvijas kauss vinto 8-0 contro l'Auda Ķekava, trovando anche la sua prima rete in carriera. Nel settembre del 2021 è passato in prestito alla Lokomotiva Zagabria, club della prima divisione croata, dove ha trascorso sei mesi con l'Under-19 prima di rientrare in Lettonia.
Nel marzo del 2022 è stato ceduto in prestito al Tukums 2000 dove ha trascorso una stagione da titolare. Nel gennaio del 2023 è stato ceduto a titolo definitivo al Valmiera, dove nell'arco di due stagioni ha collezionato 45 presenze segnando 3 reti e debuttando nei turni preliminari delle competizioni europee.
Ad inizio 2025 è stato riacquistato al RFS Riga, con cui ha vinto la Supercoppa di Lettonia da titolare.

### Nazionale
Ha giocato nelle nazionali giovanili lettoni Under-17, Under-18, Under-19 ed Under-21.
Il 13 marzo 2025 ha ricevuto la prima convocazione da parte della nazionale maggiore lettone, con cui ha esordito undici giorni dopo nell'incontro di qualificazione per il Campionato mondiale di calcio 2026 perso 3-0 contro l'Inghilterra.

## Statistiche

### Presenze e reti nei club
Statistiche aggiornate al 24 marzo 2025.
| Stagione        | Squadra         | Campionato      | Campionato | Campionato | Coppe nazionali | Coppe nazionali | Coppe nazionali | Coppe continentali | Coppe continentali | Coppe continentali | Altre coppe | Altre coppe | Altre coppe | Totale | Totale | Totale |
| Stagione        | Squadra         | Comp            | Pres       | Reti       | Comp            | Pres            | Reti            | Comp               | Pres               | Reti               | Comp        | Pres        | Reti        | Pres   | Reti   |        |
| --------------- | --------------- | --------------- | ---------- | ---------- | --------------- | --------------- | --------------- | ------------------ | ------------------ | ------------------ | ----------- | ----------- | ----------- | ------ | ------ | ------ |
| 2020            | RFS Riga        | VL              | 1          | 0          | CL              | 1               | 1               | -                  | -                  | -                  | -           | -           | -           | 2      | 1      |        |
| 2021            | RFS Riga        | VL              | 2          | 0          | CL              | 0               | 0               | -                  | -                  | -                  | -           | -           | -           | 2      | 0      |        |
| 2022            | Tukums 2000     | VL              | 27         | 0          | CL              | 1               | 0               | -                  | -                  | -                  | -           | -           | -           | 28     | 0      |        |
| 2023            | Valmiera        | VL              | 24         | 2          | CL              | 0               | 0               | UCL+UECL           | 2+2                | 0                  | -           | -           | -           | 28     | 2      |        |
| 2024            | Valmiera        | VL              | 17         | 1          | CL              | 0               | 0               | -                  | -                  | -                  | -           | -           | -           | 17     | 1      |        |
| Totale Valmiera | Totale Valmiera | Totale Valmiera | 41         | 3          |                 | 0               | 0               |                    | 4                  | 0                  |             | -           | -           | 45     | 3      |        |
| 2025            | RFS Riga        | VL              | 2          | 1          | CL              | 0               | 0               | -                  | -                  | -                  | SL          | 1           | 0           | 3      | 1      |        |
| Totale carriera | Totale carriera | Totale carriera | 73         | 4          |                 | 2               | 1               |                    | 4                  | 0                  |             | 1           | 0           | 80     | 5      |        |

### Cronologia presenze e reti in nazionale
| Cronologia completa delle presenze e delle reti in nazionale ― Lettonia | Cronologia completa delle presenze e delle reti in nazionale ― Lettonia | Cronologia completa delle presenze e delle reti in nazionale ― Lettonia | Cronologia completa delle presenze e delle reti in nazionale ― Lettonia | Cronologia completa delle presenze e delle reti in nazionale ― Lettonia | Cronologia completa delle presenze e delle reti in nazionale ― Lettonia | Cronologia completa delle presenze e delle reti in nazionale ― Lettonia | Cronologia completa delle presenze e delle reti in nazionale ― Lettonia |
| Data                                                                    | Città                                                                   | In casa                                                                 | Risultato                                                               | Ospiti                                                                  | Competizione                                                            | Reti                                                                    | Note                                                                    |
| ----------------------------------------------------------------------- | ----------------------------------------------------------------------- | ----------------------------------------------------------------------- | ----------------------------------------------------------------------- | ----------------------------------------------------------------------- | ----------------------------------------------------------------------- | ----------------------------------------------------------------------- | ----------------------------------------------------------------------- |
| 24-3-2025                                                               | Londra                                                                  | Inghilterra                                                             | 3 – 0                                                                   | Lettonia                                                                | Qual. Mondiali 2026                                                     | -                                                                       | 83’                                                                     |
| Totale                                                                  |                                                                         | Presenze                                                                | 1                                                                       |                                                                         | Reti                                                                    | 0                                                                       |                                                                         |

## Palmarès

### Club

#### Competizioni nazionali
- Supercoppa di Lettonia: 1

RFS Riga: 2025